# 神岡町立漆山小学校
神岡町立漆山小学校 （かみおかちょうりつ うるしやましょうがっこう）は、かつて岐阜県吉城郡神岡町（現・飛騨市）に存在した公立小学校。

## 概要
- 旧・吉城郡船津町の小学校であり、東漆山・笈破・牧・土・跡津川・佐古などが校区であった。1975年に神岡東小学校に統合され廃校。
- 1948年から廃校時（1975年）迄、漆山中学校を併設。漆山小中学校とも称した。
- 校舎は現存していない。跡地は漆山地域公民館となっている。

## 沿革
- 1874年（明治7年） - 牧小学校が開校。東漆山村、笈破村、牧村、土村が校区。
- 1875年（明治8年）7月1日 - 下高原郷49か村が合併し、神岡村が発足。
- 1889年（明治22年） - 神岡村が分割され、船津・朝浦・東町・鹿間・割石・吉ヶ原・二ツ屋・西漆山・東漆山・笈破・牧・土・西茂住・東茂住・杉山・横山・中山・谷・跡津川・佐古・大多和で船津町が発足。
- 1891年（明治24年） - 東漆山学校に改称する。
- 1901年（明治34年）
  - 4月 - 漆山尋常小学校に改称する。
  - 10月 - 跡津川学校[注釈 3]を統合。跡津川分教場を設置。
- 1908年（明治41年） - 佐古に佐古冬季分教場を設置。
- 1910年（明治43年） - 佐古冬季分教場が通年の佐古分教場となる。
- 1932年（昭和7年） - 漆山尋常高等小学校に改称する。
- 1941年（昭和16年）4月1日 - 漆山国民学校に改称する。
- 1947年（昭和22年）4月1日 - 船津町立漆山小学校に改称する。
- 1950年（昭和25年）6月10日 - 船津町、阿曽布村、袖川村が合併し、神岡町が発足。同時に神岡町立漆山小学校に改称する。
- 1965年（昭和40年）3月 - 跡津川分校を廃止。
- 1970年（昭和45年）3月 - 佐古分校を廃止。
- 1975年（昭和50年）3月 - 神岡東小学校に統合され、廃校。

## その他
- 漆山地区にはかつて、神岡鉱山漆山坑の従業員の児童のために三井鉱山が設置した私立神岡第二尋常小学校も存在したが、1927年に漆山坑の閉鎖により廃校となっている。